# 穆拉雷斯
穆拉雷斯（法語：Moularès，法語發音：[mulaʁɛs]）是法国奥克西塔尼大区塔恩省的一个市镇，属于阿尔比区。

## 地理
穆拉雷斯（44°4'17"N, 2°17'35"E）面积16.81 平方千米，位于法国奧克西塔尼大區塔恩省，该省份为法国南部内陆省份，北起顺时针与阿韦龙省、埃罗省、奥德省、上加龙省和塔恩-加龙省接壤。
与穆拉雷斯接壤的市镇（或旧市镇、城区）包括：克雷斯潘、蒙托里奥勒、庞珀洛讷、圣让德马尔塞勒、塔尼。

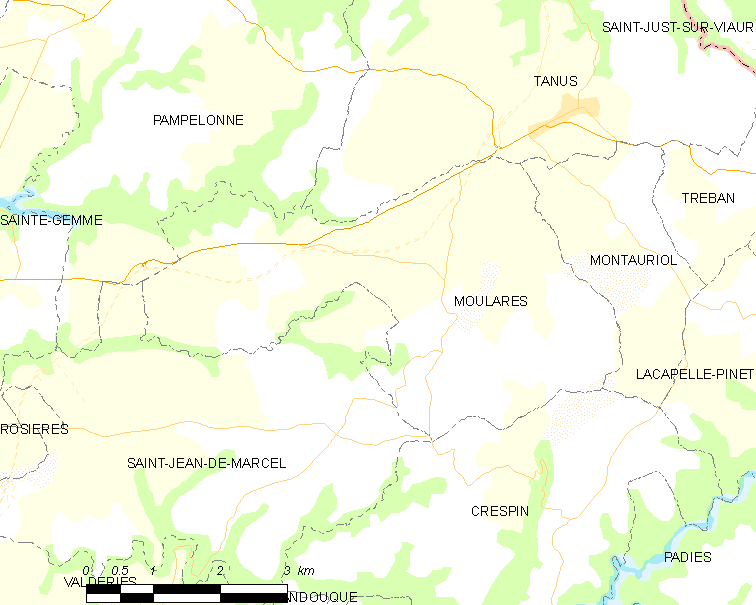
穆拉雷斯的OSM定位图

穆拉雷斯的时区为UTC+01:00、UTC+02:00（夏令时）。

## 行政
穆拉雷斯的邮政编码为81190，INSEE市镇编码为81186。

## 政治
穆拉雷斯所属的省级选区为卡尔莫第一县。

## 人口

1962-2008年间穆拉雷斯人口变化图示

穆拉雷斯于2022年1月1日时的人口数量为255人。